# 代田郁保
代田 郁保（しろた いくほ、1947年8月11日 - 2010年5月29日）は、日本の経営学者。専攻は経営学、特に組織理論・組織戦略論など多岐にわたる。主な授業は経営組織論(学部)、経営組織論特論（MCアカデミックコース）、組織設計、マネジメント戦略（MCビジネスコース）、経営組織論特殊研究（DC）。

## 来歴・人物
長野県出身。1971年中央大学文学部社会学専攻卒業後、明治大学大学院政治経済学研究科修士課程及び経営学研究科博士課程修了。札幌大学専任講師、札幌大学女子短期大学部経営学科教授、文理情報短期大学経営情報学科教授、作新学院大学経営学部教授、作新学院大学大学院（博士後期課程）経営学研究科教授、同校経営学部学部長、大学院経営学研究科長を経て、2007年3月まで。社会的活動は宇都宮地方裁判所委員会委員（委員長代理）栃木県生涯現役会議委員等。
熱狂的な千葉ロッテマリーンズファン。

## 主な研究テーマ
1. アジア的管理思想研究の構図
2. 東アジア管理思想と組織設計〜儒教文化圏および中華思想分有論の研究
3. 日本文化を基層とした日本型組織の源流論〜武士道精神と日本型組織
4. 江戸時代の経済倫理〜CSRと石田梅岩（石門心学）について
5. トップマネジメント組織（経営機構）の国際比較〜アジア諸国の企業統治構造

## 主な著作

### 単著
- 『管理思想の構図』（税務経理協会、2006年5月）
- 『差異の経営戦略』（日刊工業新聞社、1991年5月）
- 『経営社会学の基礎理論』（人間の科学社、1980年3月）

### 編著
- 『中国のビジネス文化』監修訳（出版研、2003年11月、改訳・新装普及版）
- 『中国のビジネス文化』監訳（出版研、2000年9月）